# 츠힌발리

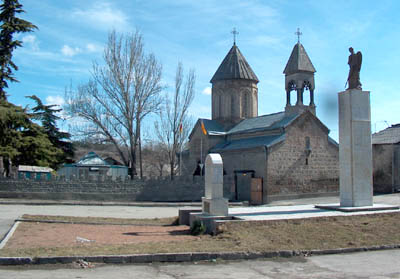
츠힌발리에 세워진 조지아-오세티야 분쟁 희생자 추모비

츠힌발리(조지아어: ცხინვალი, 오세트어: Цхинвал, 러시아어: Цхинва́л 츠힌발[*], 문화어: 쯔힌발리)는 조지아의 중부, 남오세티야의 수도이다. 지명은 조지아어로 서어나무의 땅을 의미하는 '크르츠힌발리(조지아어: ქრცხინვალი)'에서 유래하였다. 1934년부터 1961년까지는 이오시프 스탈린의 이름에서 유래한 '스탈리니리(조지아어: სტალინირი)'로 불리기도 하였다. 조지아의 수도 트빌리시로부터는 약 100km 떨어져 있다.
1989년의 인구는 42,934명으로, 그 중 74%가 오세트인, 16%가 조지아인이었다. 조지아-오세티야 분쟁의 결과, 당시 조지아인 주민의 상당수는 남오세티야를 떠나면서 인구도 격감했다고 추정된다.
1990년부터 1992년에 걸친 분쟁으로, 마을은 분리주의 집단과 조지아 정부군과의 교전의 장소가 되었기 때문에 대부분의 도시가 파괴되었다. 1994년 이후부터 츠힌발리는 유럽 안보 협력 기구(OSCE)의 감독하에 따라서 조지아-오세티야-러시아 평화 유지군이 관리하고 있다. 2008년 하계 올림픽 도중 조지아가 남오세티야를 침공했으며 츠힌발리에서는 2천 명의 사망자가 났다.

## 기후
| Tskhinvali의 기후        | Tskhinvali의 기후 | Tskhinvali의 기후 | Tskhinvali의 기후 | Tskhinvali의 기후 | Tskhinvali의 기후 | Tskhinvali의 기후 | Tskhinvali의 기후 | Tskhinvali의 기후 | Tskhinvali의 기후 | Tskhinvali의 기후 | Tskhinvali의 기후 | Tskhinvali의 기후 | Tskhinvali의 기후 |
| 월                       | 1월               | 2월               | 3월               | 4월               | 5월               | 6월               | 7월               | 8월               | 9월               | 10월              | 11월              | 12월              | 연간              |
| ------------------------ | ----------------- | ----------------- | ----------------- | ----------------- | ----------------- | ----------------- | ----------------- | ----------------- | ----------------- | ----------------- | ----------------- | ----------------- | ----------------- |
| 일평균 최고 기온 °C (°F) | 1.9 (35.4)        | 3.3 (37.9)        | 7.8 (46.0)        | 14.2 (57.6)       | 19.5 (67.1)       | 22.8 (73.0)       | 25.2 (77.4)       | 25.4 (77.7)       | 21.2 (70.2)       | 15.8 (60.4)       | 8.7 (47.7)        | 4.0 (39.2)        | 14.2 (57.5)       |
| 일일 평균 기온 °C (°F)   | −2.6 (27.3)       | −1.4 (29.5)       | 2.8 (37.0)        | 8.1 (46.6)        | 13.3 (55.9)       | 16.6 (61.9)       | 19.1 (66.4)       | 19.2 (66.6)       | 14.9 (58.8)       | 9.9 (49.8)        | 4.1 (39.4)        | −0.4 (31.3)       | 8.6 (47.5)        |
| 일평균 최저 기온 °C (°F) | −7.1 (19.2)       | −6.0 (21.2)       | −2.2 (28.0)       | 2.0 (35.6)        | 7.2 (45.0)        | 10.4 (50.7)       | 13.1 (55.6)       | 13.0 (55.4)       | 8.6 (47.5)        | 4.1 (39.4)        | 0.5 (32.9)        | −4.7 (23.5)       | 3.2 (37.8)        |
| 평균 강수량 mm (인치)    | 46 (1.8)          | 46 (1.8)          | 52 (2.0)          | 74 (2.9)          | 97 (3.8)          | 97 (3.8)          | 75 (3.0)          | 66 (2.6)          | 60 (2.4)          | 68 (2.7)          | 65 (2.6)          | 59 (2.3)          | 805 (31.7)        |
| 출처: Climate-data.org   |                   |                   |                   |                   |                   |                   |                   |                   |                   |                   |                   |                   |                   |

## 같이 보기
- 시다카르틀리주